# Drosera peltata
Espèce
Classification phylogénétique
Statut de conservation UICN

 LC  : Préoccupation mineure
Drosera peltata est un végétal de la famille des droseraceae.

## Répartition
Drosera peltata est présent à l'état naturel en Australie, Nouvelle-Zélande et en Asie du Sud-Est.